# به‌سوی غرب (فیلم ۱۹۳۷)
به‌سوی غرب (انگلیسی: Way Out West) فیلمی کمدی با نقش آفرینی لورل و هاردی است.

## داستان فیلم
لورل و هاردی در جستجوی زنی به نام مری رابرتز هستند تا خبر مرگ پدرش را به او بدهند و ارثیه هنگفتی را که پدرش برایش به ارث گذاشته است را به او تحویل دهند آنها مری را در کاباره‌ای در غرب پیدا می‌کنند اما صاحب کاباره و همسرش در پی غارت این ارثیه هستند.

## بازیگران

### اصلی
- استن لورل
- اولیور هاردی
- شارون لین
- جیمز فینلیسون
- روزینا لارنس
- استنلی فیلدز
- ویوین اوکلند
- اولان بویز

### نام‌شان در عنوان‌بندی فیلم نیامده
- هری برنارد
- فلورا فینچ
- مری گوردون
- جک هیل
- سام لافکین
- فرد تونز
- می والاس
- جیمز سی. مورتون
- بابی دان
- ویوین اوکلند
- اَوِلان بویز
- هَنک بل
- ادی بوردن